# 香港仔巴士總站

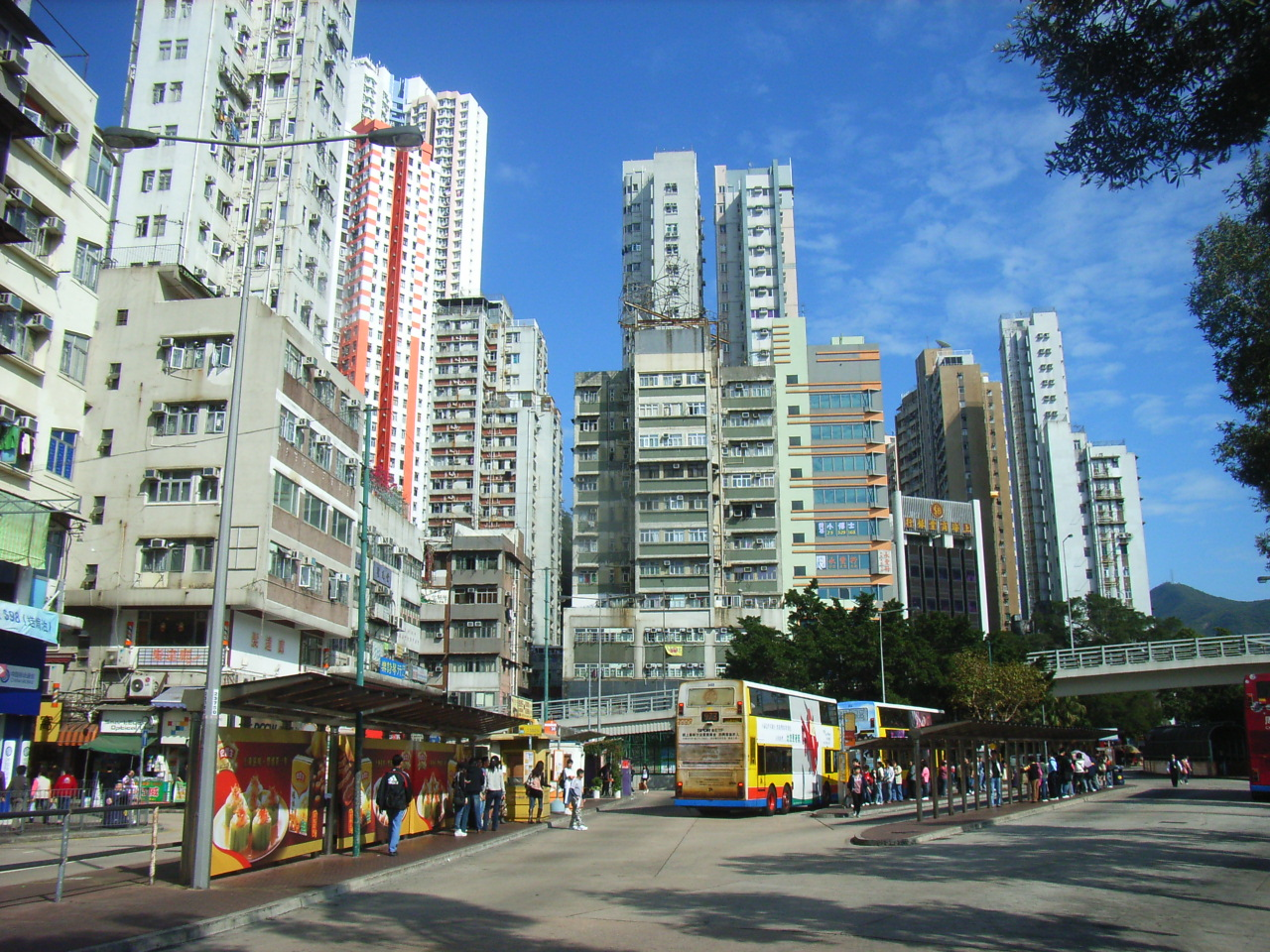
香港仔巴士總站（2009年）

香港仔巴士總站（英語：Aberdeen Bus Terminus）是香港一個路邊坑狀車站，位於香港仔中心內，香港仔海旁道與湖南街之間。本站面積不算太大，只有兩條路線使用本站為總站，但是使用本站為中途站的路線很多，坑位供應極為緊張，而且總站人流極高，經常人車爭路。因應各種複雜問題導致城巴98線由1987年開辦至今從沒有使用香港仔巴士總站，而是在成都道泊街。

## 總站路線資料

### 過海隧道巴士970X線
- 香港仔 ↔ 長沙灣（甘泉街）
- 香港仔 → 旺角（弼街）（特別班次）

2001年1月22日投入服務，途經田灣、置富花園、薄扶林、瑪麗醫院、香港大學、山道天橋（只限去程）、西營盤（只限回程）、西區海底隧道、佐敦道、油麻地、旺角及深水埗。

## 途經路線資料

### 城巴37A線
- 置富花園 ↺ 中環

1997年5月5日開辦，由城巴營辦，逆時針循環來往置富花園及中環之間。

### 城巴38線
- 置富花園 ↔ 北角碼頭

1981年10月26日投入服務，途經香港仔隧道、銅鑼灣。

### 城巴70線
- 華貴 ↔ 中環（交易廣場）

1975年1月1日投入服務，是香港仔居民來往中環上下班的主要路線，頗受乘客歡迎。途經黃竹坑、灣仔、金鐘、中環。本線於2015年5月17日延長至華貴。

### 城巴70P線
- 石排灣 ↔ 中環（交易廣場）

於2007年9月24日投入服務，黃竹坑、香港仔隧道及灣仔，為城巴70線的特別班次，只於每日早上至黃昏提供服務。

### 城巴72線
- 華貴 ↔ 銅鑼灣（摩頓台）

1975年8月4日投入服務，現由城巴營運，途經黃竹坑、香港仔隧道。

### 城巴77X線
- 華貴 → 西灣河（太康街）

2013年8月5日投入服務，現時由城巴營運，途經香港仔隧道、東區走廊、鰂魚涌及太古，只於星期一至五早上繁忙時間服務。

### 城巴90B線
- 海怡半島 ↔ 金鐘（東）

於1994年12月19日起投入服務，途經鴨脷洲。

### 過海隧道巴士107線
- 華貴 ↔ 九龍灣

1986年6月23日投入服務，是第一條由南區與九龍市區的過海隧道巴士路線，現由九巴及城巴聯營，途經黃竹坑、紅磡海底隧道、土瓜灣、馬頭圍、新蒲崗、麗晶花園、啟業。

### 過海隧道巴士107P線
- 海逸豪園 ↔ 數碼港

於2002年10月7日投入服務，由九巴及城巴聯合營運，途經黃竹坑、香港仔隧道、銅鑼灣、海底隧道及紅磡，只於平日繁忙時間提供服務，為過海隧道巴士107線的特別班次。

### 城巴595線
- 海怡半島 ↺ 石排灣邨

1992年5月26日配合海怡半島第一期入伙，此線投入服務，以循環線形式運作，是一條為方便海怡半島居民購物的短程路線。

### 城巴A10線
- 鴨脷洲（利樂街） ↔ 機場

於2006年3月26日投入服務。

### 城巴NA10線
- 鴨脷洲（利樂街） ↔ 港珠澳大橋香港口岸（經機場客運大樓）

### 城巴N72線
- 華貴 ↔ 鰂魚涌（海澤街）

1994年8月25日投入服務，途經田灣、香港仔、黃竹坑、銅鑼灣、天后、炮台山、北角。

### 香港島專線小巴59線
- 堅尼地城站 ↔ 深灣

### 香港島專線小巴59X線
- Template:HK MiniBus Route HK Show:59X

### 香港島專線小巴69線
- 數碼港 ↔ 鰂魚涌（船塢里）

### 香港島專線小巴69X線
- 數碼港 ↔ 銅鑼灣（駱克道）

## 車坑分佈
| 車坑分佈（以入口最左邊起計） | 車坑分佈（以入口最左邊起計） | 車坑分佈（以入口最左邊起計）               |
| 車坑編號                     | 車坑數目                     | 路線                                       |
| ---------------------------- | ---------------------------- | ------------------------------------------ |
| 1                            | 雙坑                         | 城巴38、72、77X、R38線 過海隧道巴士970X線  |
| 2                            | 單坑                         | 城巴37A線                                  |
| 3                            | 單坑                         | 城巴90B、595線 過海隧道巴士107、107P線     |
| 4                            | 雙坑                         | 城巴70、70P、N72線                         |
| 5                            | 出口                         | 專線小巴59、59X、69、69X線 城巴A10、NA10線 |

## 外部連結
- 香港仔巴士總站 （页面存档备份，存于），城巴／新巴

## 記事
- 2023年7月1日新巴城巴合併前活動凌晨1時50分開出 新巴970x最後6部舊款巴士由長沙灣至香港仔(途徑華富邨)大批市民記者等候告別